# Russians & Americans
Russians & Americans is het tiende studioalbum van Al Stewart. Na zijn succesjaren raakte Stewart steeds verder uit beeld. Albums noch singles kwamen in album- of singlehitparades terecht en dat gold ook voor dit album. Het album verscheen eerst op elpee en twee jaar later was er de eerste compact discversie, waarbij behalve de titels van de liedjes geen enkele aanvullende info werd verschaft. 
Van Russians & Americans zijn diverse versies in omloop. Soms zijn nummers uit onderstaand overzicht vervangen dan wel aangevuld met bonustracks. Het verschil moet gezocht worden in de verscheidenheid van platenlabels waarop dit album verscheen.

## Muziek
| Nr. | Titel                                                                  | Duur |
| --- | ---------------------------------------------------------------------- | ---- |
| 1.  | Lori, don't go right now (Stewart, White)                              | 4:27 |
| 2.  | Rumours of war (Stewart)                                               | 5:28 |
| 3.  | The gypsy & the rose (Stewart)                                         | 4:17 |
| 4.  | Accident on 3rd street (Stewart)                                       | 3:32 |
| 5.  | Strange girl (Stewart)                                                 | 3:55 |
| 6.  | Russians & Americans (Stewart)                                         | 4:31 |
| 7.  | Café society (Stewart)                                                 | 5:39 |
| 8.  | One, two, three (1, 2, 3) (John Medara, David White, Leonard Borisoff) | 3:13 |
| 9.  | The candidate (Stewart)                                                | 2:09 |